# Meudon
Meudon er en fransk kommune, vest for Paris, beliggende i Hauts-de-Seine.
48°48′27″N 2°14′25″Ø / 48.8075°N 2.2403°Ø